# Xenophrys glandulosa
Xenophrys glandulosa és una espècie d'amfibi de la família dels megòfrids que es distribueix pel Yunnan a la Xina, pel Nagaland a l'Índia nord-est i per l'estat de Kachin nord a Myanmar. A finals del 2013, es va registrar també a Bhutan. El primer espècimen es va recollir al Mont Wuliang al comtat de Jingdong (Yunnan).
El seu hàbitat són principalment els boscos montans i els rius.